# Michael Demuth (Drehbuchautor)
Michael Demuth (* 17. August 1967) ist ein deutscher Drehbuchautor.

## Kurzbiografie
Nach seinem Abitur und dem darauf folgenden Grundwehrdienst bei der Bundeswehr machte Michael Demuth eine Ausbildung als Reiseverkehrskaufmann und arbeitete in diesem Beruf. Später studierte er Kulturpädagogik, bis er 2001 zum freien (Drehbuch-)Autor wurde.

## Filmografie (Drehbücher)
- 2003: Wer küsst schon einen Leguan?
- 2005–2007: Schloss Einstein
- 2007: Blöde Mütze! (Co-Autor mit Johannes Schmid/Regisseur)
- 2007: Katzenauge, MDR/KI.KA-Krimi.de
- 2008: Bei uns und um die Ecke, 2 Kurzfilme zum Grundgesetz
- 2009: Allein gegen die Zeit
- 2009: Prinz und Bottel
- 2010: Schloss Einstein
- 2010: Allein gegen die Zeit – Staffel 2
- 2011: Beutolomäus und der falsche Verdacht
- 2012: Schloss Einstein

## Auszeichnungen
- Europäischer Kinderfilmpreis und Publikumspreis sowie Lobende Erwähnung der Internationalen Jury und der Kinderjury Chemnitz 2003 für Wer küsst schon einen Leguan?
- Government of Quebec-Prize ex aequo, Montreal 2004 für Wer küsst schon einen Leguan?
- Goldener Spatz 2005: Bester Kino- & Fernsehfilm für Wer küsst schon einen Leguan?
- Nachwuchspreis der OTZ / Goldener Spatz 2005 für das Drehbuch für Wer küsst schon einen Leguan?
- Nominierung für den Adolf-Grimme-Preis 2004; Kategorie „Fiktion & Unterhaltung“ für Wer küsst schon einen Leguan?
- Nominierung für den Adolf-Grimme-Preis 2011; „Sonderpreis Kultur des Landes NRW“ für Prinz und Bottel
- Nominierung für den Erich-Kästner-Fernsehpreis 2004 für Wer küsst schon einen Leguan?
- Nominierung für den Erich-Kästner-Fernsehpreis 2009 für Bei uns und um die Ecke
- Drehbuchpreis „KINDERTIGER 2008“ (vergeben von Vision Kino und KiKA) für Blöde Mütze!
- Prix Jeunesse 2010 für Allein gegen die Zeit Staffel 1
- GOLDENER SPATZ 2010 – Sonderpreis Innovation für Allein gegen die Zeit Staffel 1
- Nominierung Deutscher Fernsehpreis 2010 für Allein gegen die Zeit Staffel 1 als „Beste Serie“
- EMIL 2011 für Prinz und Bottel
- EMIL 2011  für Allein gegen die Zeit Staffel 1